# 타부 (1931년 영화)
《타부》(Tabu)는 미국에서 제작된 F.W. 무르나우 감독의 1931년 드라마, 멜로/로맨스, 모험 무성 영화이다. 로버트 플라어티 등이 제작에 참여하였다.

## 출연
- Matahi - 소년 역
- Anne Chevalier - 소녀(Reri) 역
- Bill Bambridge - 경찰(Jean) 역
- Hitu - The Old Warrior

## 같이 보기
- 다큐픽션